# Трахтенброт, Борис Авраамович
Борис Авраамович Трахтенброт (также Борис Абрамович, англ. Boris (Boaz) Trachtenbrot, Trakhtenbrot, Trajtenbrot & Trahtenbrot, ивр. בועז טרכטנברוט‎; 20 февраля 1921, Бричево, Сорокский уезд, Бессарабия — 19 сентября 2016, Реховот, Израиль) — советский и израильский математик в области математической логики, теории алгоритмов и кибернетики. Доктор физико-математических наук (1962), профессор (1963).
Один из начинателей теоретической информатики в СССР, видный теоретик в области дискретной математики и формальных языков, а также математической логики, электронных вычислительных машин, в особенности теории автоматов (теорема неразрешимости Трахтенброта и Щелевая теорема Трахтенброта—Бородина).

## Биография
Борис Трахтенброт (первоначально Трахтенбройт) родился в бессарабской еврейской земледельческой колонии Бричево (ныне Дондюшанского района Молдавии) в 1921 году в семье Абрама Трахтенбройта, в 1941 году высланного на поселение и принудительные работы в Сибирь. Учился в начальной школе в Бричево, потом в Бельцах и в мужской гимназии в Сороках (окончил последнюю в 1939 году).
В 1940 году поступил на физико-математическое отделение Кишинёвского педагогического института. В начале июля 1941 года Б. А. Трахтенброту удалось бежать из осаждённого города и попасть в Чкалов, где он продолжил обучение в местном педагогическом институте, а через год перевёлся обратно в эвакуированный в Бугуруслан Кишинёвский педагогический институт. Одновременно работал на обувной фабрике, затем на строительстве газовой магистрали между Бугурусланом и Куйбышевом. В августе 1944 года вместе с педагогическим институтом вернулся в Кишинёв. Получив диплом об окончании института в 1945 году работал учителем в Бельцах. Приняв решение серьёзно заняться математикой, в том же году поступил на физико-математический факультет в Черновицкий университет, где слушал лекции по теории вероятностей Александра Боброва. В 1947 году окончил математический факультет Черновицкого университета и поступил в аспирантуру в Институт математики Академии наук Украинской ССР в Киеве. Специализировался в математической логике под руководством П. С. Новикова, защитил диссертацию в 1950 году.
В 1950—1958 годах работал в Пензенском педагогическом институте, в 1958—1960 годах — в Пензенском политехническом институте. С 1960 года — в Институте математики Сибирского отделения Академии Наук СССР (Новосибирский Академгородок) и в Новосибирском государственном университете (с 1963 года — профессор, заведующий отделом).
После переезда в Израиль в декабре 1980 года — профессор отделения точных и компьютерных наук Тель-Авивского университета (с 1991 года — professor emeritus). Член редколлегии журнала «Information and Computation» (Elsevier).
Публиковаться начал в 1950 году (представлена и доказана теорема неразрешимости Трахтенброта) и тогда же защитил кандидатскую диссертацию в Институте математики Украинской Академии Наук (Киев) по теме «Разрешимость проблем для конечных классов и определения конечных классов» под научным руководством профессора (впоследствии академика) П. С. Новикова. Первая же монография математика («Алгоритмы и машинное решение задач», в 2-х изданиях — 1957 и 1960) была переведена на болгарский, английский, французский (оба издания), чешский, японский (оба издания), испанский (оба издания), итальянский, турецкий, немецкий и польский языки. Монографии «Введение в теорию конечных автоматов» (1962), «Конечные автоматы: поведение и синтез» (1970) и «Алгоритмы и вычислительные автоматы» (1974) также были переведены на несколько иностранных языков.
В 2008 году в серии «Столпы компьютерных наук» (Pillars of Computer Science) издательства Springer Verlag вышел сборник научных статей в честь 85-летия Б. А. Трахтенброта. Среди учеников и соавторов Б. А. Трахтенброта — Янис Барздинь (р. 1937).

## Семья
- Жена (с 1947 года) — Берта Исааковна Трахтенброт (урождённая Рабинович; 1921, Атаки — 2013, Реховот).
  - Сын — Марк Борисович Трахтенброт (род. 1950), математик в области формальных методов спецификации и тестирования сложных систем, сотрудник Отдела программирования ВЦ СО АН (1971—1984), учёный секретарь Научного совета Вычислительного Центра Сибирского отделения АН СССР в Новосибирске[11], заведующий отделом компьютерных наук в Холонском институте технологии (Израиль, 2006—2009).
  - Сын — Иосиф Борисович Трахтенброт (род. 1952), специалист в разработке больших программных систем.

## Также
- Trakhtenbrot’s theorem (1950)
- Gap theorem (1964)

### Монографии
- Алгоритмы и машинное решение задач. В серии «Популярные лекции по математике». Гостехиздат: Москва, 1957 (издание на японском языке — Токио, 1959 и 1964).
- Wieso können Automaten Rechnen (на немецком языке). Deutsche Verlag der Wissenschaften: Берлин, 1959.

- Алгоритмы и машинное решение задач. Второе (расширенное) издание. Физматгиз: Москва, 1960.
- Algoritmy i automatyczne rozwiazyvanie zadan (на польском языке). Pasttwowe Wydawnictwo Naukowe: Варшава, 1961.
- Algorithmes et machines à calculer (на французском языке). Dunod: Париж, 1963.
- Algoritmy a strojove reseni ulokh (на чешском языке). Nakladatelstvi Ceskoslovenske akademie ved: Прага, 1963.
- Алгоритми и машинно решаване на задачи (на болгарском языке). Държавно издателство Техника: София, 1963.
- Algorithms and Automatic Computing Machines (на английском языке). В серии «Topics in Mathematics». D.C. Heath and Company: Бостон, 1963.
- Algoritmi e Macchine Calcolatrici Automatiche (на итальянском языке). Progresso Tecnico Editoriale: Милан, 1964.
- Algoritmalar ve Otomatik Hesap Makinalari (на турецком языке). Turk Matematik Dernegi Yaynlari: Стамбул, 1964.
- Introduccion a la Teoria Matematica de las Computadoras y de la Programacion (на испанском языке). Siglo Veintiuno Editores SA: Мехико, 1967.
- Algorithme et Resolution de Problemes par des Machines (на французском языке). Вторая часть книги Nouvelles Orientations des Mathematiques (И. Яглом, Б. Трахтенброт, Г. Венцель, А. Солодовников). Editions Mir: Москва, 1975.
- Los Algoritmos y la Resolución Automática de Problemas (на испанском языке). Editorial Mir: Москва, 1977.
- アルゴリズムの数学 (単行本（ソフトカバー）) (на японском языке, см. здесь  (недоступная ссылка с 13-05-2013 [4447 дней])). 東京図書: Токио, 1994.

- Введение в теорию конечных автоматов (совместно с Н. Е. Кобринским). Физматгиз (Государственное издательство физико-математической литературы): Москва, 1962.

- Introduction to the Theory of Finite Automata (на английском языке). В серии «Studies in Logic and the Foundations of Mathematics». North-Holland Publishing Company: Амстердам, 1965.
- Uvod do Teorie Konecnych Automatu (на чешском языке). Nakladatelstvi Technicke Literatury: Прага, 1967.
- Einfuhrung in die Theory Endlicher Automaten (на немецком языке). Akademie-Verlag: Берлин, 1967.

- Сложность алгоритмов и вычислений (лекции). Новосибирский Государственный университет: Новосибирск, 1967.
- Конечные автоматы (поведение и синтез, совместно с Я. М. Барздинем). Наука: Москва, 1970.

- Finite Automata (Behavior and Synthesis, на английском языке). В серии «Fundamental Studies in Computer Science». North-Holland Publishing Company: Амстердам—Лондон, 1973 и American Elsevier Publishing Company: Нью-Йорк, 1973.

- Алгоритмы и вычислительные автоматы. Советское радио: Москва, 1974.

- Algorithmen und Rechenautomaten (на немецком языке). Deutsche Verlag der Wissenschaften: Берлин, 1977.
- Što su algoritmi: algoritmi i računski automati (на хорватском языке). Školska Knjiga: Загреб, 1978.
- Algoritmusok és absztrakt automaták (на венгерском языке). Műszaki Könyvkiadó: Будапешт и Мир: Москва, 1978.

- Selected Developments in Soviet Mathematical Cybernetics. Delphic Associated: Вашингтон, 1985.
- Pillars of Computer Science: Essays Dedicated to Boris (Boaz) Trakhtenbrot on the Occasion of His 85th Birthday (см. электронное издание здесь). Lecture Notes in Computer Science (Введение: From Logic to Theoretical Computer Science, стр. 1—39). Springer: Нью-Йорк, 2008.